# Châtillon-en-Michaille
Châtillon-en-Michaille är en kommun i departementet Ain i regionen Auvergne-Rhône-Alpes i östra Frankrike. Kommunen ligger  i kantonen Bellegarde-sur-Valserine som ligger i arrondissementet Nantua. Kommunens areal är 37,62 km². År 2018 hade Châtillon-en-Michaille 3 923 invånare.

## Befolkningsutveckling
Antalet invånare i kommunen Châtillon-en-Michaille
Referens: INSEE